# Ergoa
Ergoa ist eine osttimoresische Aldeia im Suco Leorema (Verwaltungsamt Bazartete, Gemeinde Liquiçá). 2015 lebten in der Aldeia 1522 Menschen.

## Geographie und Einrichtungen
Ergoa liegt im Südwesten des Sucos Leorema. Westlich befindet sich die Aldeia Hatu-Hou, nördlich die Aldeia Baura und östlich die Aldeia Urluli. Im Süden grenzt Ergoa an das zur Gemeinde Ermera gehörende Verwaltungsamt Ermera mit seinem Suco Ponilala.
Auf einem Bergrücken im Norden liegt das Dorf Ergoa. Hier befinden sich der lokale Markt von Leorema und ein Friedhof. Straßen führen nach Ost und West entlang des Bergrückens und hangabwärts nach Norden in das Dorf Ecapo. Hier stehen der Sitz des Sucos, eine Grundschule und eine medizinische Station. Das Ortszentrum liegt aber auf der anderen Seite der Grenze im Nordwesten der Aldeia Urluli. Nach Süden fällt das Land vom Ort Ergoa von 1122 m, innerhalb von etwa zwei Kilometern, hinab auf unter 500 m, bis zum Lauf des Gleno, eines Nebenflusses des Lóis. Der Fluss bildet die Grenze zu Ermera.

## Politik
2023 wurde Julio da Conceição zum Chefe de Aldeia gewählt.